# 知堡乡
知堡乡是中国陕西省渭南市合阳县下辖的一个乡。

## 行政区划
知堡乡下辖以下行政区：
南知堡村、北知堡村、白灵村、西卓子村、前咀村、后咀村、杨家坡村、曹家坡村、段家洼村、殿下村、临皋村、西里村、马家岭村、大原头村、田家河村、鹅毛村、中马庄村、孟家庄村、麻家庄村、项村、叱家新庄村、耀贤村